# Zud

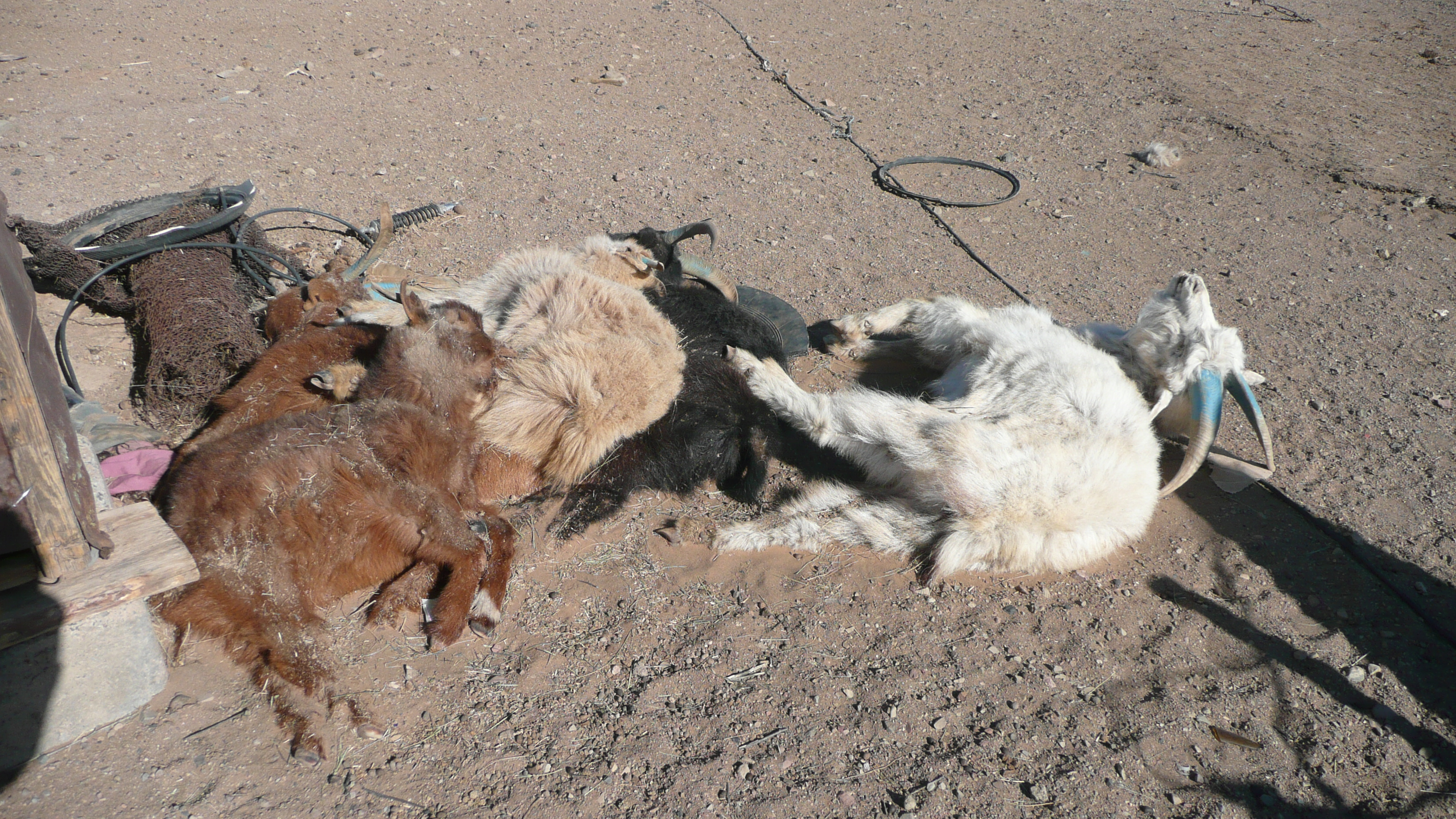
Cabras que morreram como resultado de um zud "preto". Deserto de Gobi, março de 2010.

O zud ou dzud (mongol: зуд) é um termo mongol para um inverno rigoroso em que um grande número de animais morre, principalmente devido à inanição por não poder pastar, em outros casos diretamente por causa do frio. Existem vários tipos de zud, incluindo o zud branco, que é um inverno extremamente nevado em que o gado não consegue encontrar alimento nutritivo sob a neve e morre de fome.
Um terço da população da Mongólia depende inteiramente da agricultura pastoral para sua subsistência, e as zuds intensos podem causar crises econômicas e problemas de segurança alimentar no país. Este desastre natural ocorre unicamente na Mongólia.

## Descrição e mitigação
Existem diferentes tipos de zud:
- Tsagaan zud (branco): resulta da alta queda de neve que impede que o gado alcance a grama.[4] É um desastre frequente e grave que causa um grande número de mortes.[5]
- Khar zud (preto): resulta da falta de neve nas áreas de pastagem, levando os animais e os seres humanos a sofrerem com a falta de água. Esse tipo de zud não é tão frequente, nem afeta grandes áreas, ocorrendo principalmente na região do Deserto de Gobi.[4]
- Tumer zud (ferro): resulta de um veranico no inverno, seguido por um retorno a temperaturas abaixo de zero. A neve derrete e depois congela novamente, criando uma cobertura de gelo impenetrável que impede o gado de pastar.[4]
- Khuiten zud (frio): ocorre quando a temperatura cai bastante por vários dias. A temperatura fria e os ventos fortes impedem o gado de pastar; os animais precisam usar a maior parte de sua energia para se aquecerem.[4]
- Khavsarsan zud (combinado): é uma combinação de pelo menos dois dos tipos acima de zud.[4]

Alguns métodos tradicionais para proteger o gado de tais condições climáticas adversas incluem secar e armazenar grama cortada durante os meses de verão, e recolher esterco de ovelha e cabra para construir blocos inflamáveis secos chamados "khurjun" ou kizyak. A grama seca pode ser alimentada aos animais para evitar a morte por inanição. O "khurjun" é empilhado para criar uma parede que protege os animais do vento e mantê-los aquecidos o suficiente para aguentar as condições adversas. Esses blocos também podem ser queimados como combustível durante o inverno. Estes métodos ainda são praticados hoje nas partes mais ocidentais da Mongólia, e áreas anteriormente parte da nação Zungária.
Também por causa da estrutura semipermanente do abrigo de inverno para o gado e o frio, a maioria, se não todos os nômades, se envolvem em transumância (migração sazonal). Eles costumam passar o vale em vales protegidos por montanhas, enquanto no verão eles se movem para um espaço mais aberto.

## Fatores humanos
A influência humana piora a situação durante os invernos rigorosos. Sob o regime comunista, o Estado regulamentou o tamanho dos rebanhos para evitar o sobrepastoreio. Na década de 1990 houve uma desregulamentação da economia nacional, ao mesmo tempo em que houve um crescimento na demanda mundial por lã de caxemira, feita a partir de pelos de cabra. Como resultado, o rebanho de cabras na Mongólia cresceu acentuadamente. Ao contrário das ovelhas, as cabras tendem a danificar a grama mordiscando suas raízes; seus cascos afiados também danificam a camada superior do pasto, que é subsequentemente varrida pelo vento, levando à desertificação.

## Extensão e história
Não é incomum que os zuds matem mais de 1 milhão de cabeças de gado em um inverno. O recorde de quase 7 milhões de cabeças de gado perdidas em 1944 foi superado no século XXI. A oscilação ártica que ocorreu entre 1944-45 e novamente em 2010 entrou muito mais profundamente na Ásia Central, provocando um clima frio extremo e prolongado. Em 1999–2000, 2000–2001 e 2001–2002, a Mongólia foi atingida por três zuds consecutivos, nos quais um total de 11 milhões de animais morreram.
No inverno de 2009-2010, 80% do território do país foi coberto com uma manta de neve de 200-600mm. No aimag de Uvs, o frio extremo (temperatura noturna de -48 ºC) permaneceu por quase 50 dias. 9.000 famílias perderam seus rebanhos inteiros, enquanto outras 33.000 perderam 50%. O Ministério da Indústria Alimentar, Agrícola e Luminosa informou que 2.127.393 cabeças de gado foram perdidas em 9 de fevereiro de 2010 (188.270 equinos, bovinos, camelos e 1.939.123 cabras e ovelhas). O Ministério da Agricultura previu que as perdas de gado poderiam chegar a 4 milhões antes do final do inverno. Mas em maio de 2010, as Nações Unidas informaram que oito milhões, ou cerca de 17% da pecuária inteira do país, haviam morrido.
No inverno de 2015–2016, temperaturas extremas foram novamente registradas e a seca do verão anterior levou a reservas insuficientes de forragem de feno para muitos pastores, o que está criando outra perda contínua de gado.

## Consequências sociais
Alguns pastores que perdem todos os seus animais precisam buscar uma nova vida nas cidades. A capital da Mongólia, Ulaanbaatar, é cercada por aglomerados de casas de madeira sem vias asfaltadas, água ou sistemas de esgoto. Sem a educação e habilidades para sobreviver em um ambiente urbano, muitos pastores deslocados não conseguem encontrar trabalho e acabam na extrema pobreza, alcoolismo e criminalidade. Outros arriscam suas vidas em trabalhos perigosos de mineração ilegal.